# Avon and Somerset Police

Area di responsabilità sulla mappa della Avon and Somerset Police

La Avon and Somerset Police (Polizia di Avon e Somerset) è la forza di polizia territoriale inglese responsabile dell'applicazione della legge nella contea del Somerset e in quattro distretti che si trovavano nella defunta contea di Avon: Bristol, Bath and North East Somerset, North Somerset e South Gloucestershire. La forza è stata creata il 1º aprile 1974.
A settembre 2017 la forza aveva una forza lavoro di 2.630 agenti di polizia, 2.275 agenti di polizia, 315 agenti di supporto della comunità di polizia e 340 agenti speciali. La polizia fornisce servizio a oltre 1,6 milioni di persone e, in termini di area geografica di responsabilità, è l'undicesima più grande in Inghilterra e Galles.

## Agenzie precedenti
- Somerset e Bath Constabulary
- Parte della Gloucestershire Constabulary
- Bristol Police

## Capi della polizia
| Capo della polizia                      | Inizio mandato    | Fine mandato                                       |
| --------------------------------------- | ----------------- | -------------------------------------------------- |
| Kenneth Steele                          | 1º aprile 1974    | 31 agosto 1979                                     |
| Brian Weigh                             | 1º settembre 1979 | 1983                                               |
| F.R. Broome                             | 1983              | 1989                                               |
| David J. Shattock                       | 1989              | 1998                                               |
| Stephen Pilkington                      | febbraio 1998     | dicembre 2004                                      |
| Colin Port                              | 27 gennaio 2005   | dicembre 2012                                      |
| Rob Beckley QPM (ad interim per 4 mesi) | dicembre 2012     | marzo 2013                                         |
| Nick Gargan                             | 4 marzo 2013      | 13 maggio 2014 (sospeso) 16 ottobre 2015 (dimesso) |
| John Long QPM (ad interim)              | 13 maggio 2014    | 31 agosto 2015                                     |
| Gareth Morgan (ad interim per 4 mesi)   | 1º settembre 2015 | 31 gennaio 2016                                    |
| Andy Marsh QPM                          | 1º febbraio 2016  | in carica                                          |